# 젠더플루이드

젠더플루이드 깃발

젠더플루이드(Genderfluid)는 젠더퀴어의 종류로 성별이 유동적으로 전환되는 젠더이다. 여성과 남성은 물론이고 안드로진, 에이젠더, 뉴트로이스 등과 같은 다양한 젠더 사이를 의식적 혹은 무의식적으로 오간다.  각각의 젠더에 머무르는 시간은 짧으면 분 단위부터 길면 년 단위까지 정해진 바가 없으며, 바뀌는 성별 또한 일정한 패턴 없이 불규칙적이다. 젠더플루이드들은 현재의 젠더가 무엇인지 뚜렷하게 알 수 있을 때도 있지만,  젠더와 젠더 사이에 머무르는 때도 있기 때문에 자신의 성별을 하나의 단어로 정의하지 못할 때도 있다. 

## 다른 정체성과의 구분
팬젠더
흔히 모든 젠더를 가졌다고 자각하는 팬젠더와 헷갈리기도 하지만, 모든 젠더를 동시에 가진 것과 젠더를 왔다 갔다 하는 것은 명백히 다르기 때문에 어느 정도 구별이 된다. 여기서 몇 가지 주목할 점은 젠더플루이드의 특성상 팬젠더 상태일 때도 있으며, 몇몇 젠더가 나타나지 않더라도(현재로선 적당히 대체할 만한 단어가 없기 때문에) 젠더플루이드의 범주에 속한다는 것이다.

바이젠더
젠더플루이드는 바이너리 젠더인 남성과 여성, 안드로진, 바이젠더, 에이젠더, 젠더리스, 뉴트로이스, 트라이젠더, 팬젠더, 그리고 정의되지 않은 수많은 젠더들을 의식적, 혹은 무의식적으로 물 흘러가듯 오간다. 동시에 여러 젠더를 자각할 수도 있다. 하지만 바이젠더는 개별적인 2가지의 젠더만을 가지고 있으며, 동시에 여러 젠더를 자각하기보다는 때에 따라 젠더가 전환되는 점이 다르다.

퀘스처닝
퀘스쳐너, 또는 퀘스쳐너리는 성 정체성이나 사회적 성, 성적 지향을 확립하지 못하고 스스로 질문하는 경우이며, 젠더플루이드는 수많은 젠더들을 넘나드는 젠더를 가진 것을 확립한 경우이기 때문에 각각 다르다. 

## 오해
젠더 표현
하루는 남성적인 옷을 입고 그 다음날은 여성스러운 옷을 입는 것을 좋아한다고 해서 젠더플루이드인 것은 아니다. 복장은 젠더 표현의 한 형태에 속한다. 젠더플루이드라는 것은 주로 복장이나 외양과는 관련 없는 개인의 성 정체성의 문제이기 때문에, 단순한 복장과 젠더 표현을 가지고 젠더플루이드인 것으로 오해하면 안 된다.

## 같이 보기
- 성정체성
- 퀘스처닝
- 논바이너리
- 트랜스젠더